# مقاطعة تيريل (جورجيا)
مقاطعة تيريل (بالإنجليزية: Terrell County)‏ هي إحدى المقاطعات في ولاية جورجيا في الولايات المتحدة الأمريكية.